# The Saturdays
The Saturdays — британско-ирландская девичья группа, сформировавшаяся в Лондоне в 2007 году, и состоящая из Фрэнки Бридж, Молли Кинг, Ванессы Уайт, Рошель Хьюмс и Уны Хили.
Четыре из пяти альбомов и тринадцать из семнадцати синглов коллектива вошли в первую десятку британского чарта. Участницы реалити-шоу «The Saturdays: 24/7» на канале ITV 2 и «Chasing The Saturdays» на канале E!.

## История

### 2008—09: «Chasing Lights»
The Saturdays начали работу над дебютным альбомом Chasing Lights в мае 2008 года. Группа выступала на разогреве у другой британской группы — Girls Aloud в туре в поддержку их альбома Tangled Up ещё до релиза первого сингла. Им стала песня «If This Is Love» содержащая семпл танцевального хита 80-х группы Yazoo «Situation». Сингл вышел в июле 2008 года и занял в британском чарте 8 строчку.
Второй сингл группы, «Up», вышел в октябре 2008 и занял пятое место, став самым продаваемым синглом коллектива. Также в октябре состоялся релиз альбома «Chasing Lights» Альбом занял 9 строчку в чарте. Третий сингл, «Issues», вышел в январе 2009 и занял 4 строчку. В марте группа выпустила четвёртый сингл — кавер на песню Depeche Mode «Just Can’t Get Enough» как один из синглов благотворительной организации Comic Relief. 8 марта 2009 сингл стал вторым в британском чарте.
Последним синглом стала «Work». Она заняла лишь 22 строчку, несмотря на хорошую раскрутку.

### 2009—2010: «Wordshaker» и «Headlines»
Второй альбом коллектива, «Wordshaker» вышел 12 октября 2009. Первым синглом была выбрана «Forever Is Over», 22 августа клип на эту песню был выложен в Интернете . Сингл занял 2 строчку британского чарта и 9-ю (лучший дебют группы) в ирландском чарте. Вторым синглом с альбома стала «Ego», в британском чарте она стала 9-й, а в ирландском — 10-й.
Летом 2010 года группа выпустила мини-альбом «Headlines», куда вошли два последних сингла, один ремикс и пять новых песен, две из которых - «Missing You» и «Higher» были изданы как синглы. Выпущенное осенью того же года переиздание диска включало ещё несколько песен из «Wordshaker».

### 2011: «On Your Radar»
В ноябре 2011 группа выпустила свой третий полноценный альбом «On Your Radar». Оба предшествующих релизу сингла - танцевальные хиты «Notorious» и «All Fired Up», спродюсированный Xenomania, попали в топ-10 британского чарта, заняв 8 и 3 места соответственно. Баллада «My Heart Takes Over» имела меньший успех, заняв 15 строчку. Сам альбом дебютировал на 23 месте.
2 декабря The Saturdays, включая беременную Уну Хили, решившую не отказываться от участия в выступлениях, отправились в гастрольный тур "All Fired Up", который включал в себя более десятка концертов на аренах крупных городов Великобритании и Ирландии.

### 2012-2014: «Living for the Weekend» и «Finest Selection: The Greatest Hits»
В марте 2012 состоялись съемки нового видео группы, девушки подтвердили, что синглом выбрана абсолютно новая композиция в поп-стиле. Песня получила название «30 Days» и стала одиннадцатым синглом The Saturdays в топ-десятке, заняв 7 место. В начале следующего года девушки решились на покорение американского рынка. Их новый сингл "What About Us" был издан в международном формате, стал первым синглом группы, покорившим британский чарт, а также самым быстропродаваемым синглом 2013 года. В конце января 2013 на американском канале E! состоялась премьера 10-серийного реалити-шоу «Chasing The Saturdays» о жизни солисток группы и их приключениях в Соединённых Штатах. Спустя неделю после запуска телешоу, в Америке и Канаде поступил в продажу одноимённый пятитрековый EP, призванный ознакомить иностранных слушателей с творчеством группы. Диск вышел в цифровом формате и занял 5-е место в одном из чартов US Billboard.
Вернувшись в Британию, группа выпустила ещё два сингла, а в октябре 2013 состоялся релиз их четвёртого студийного альбома «Living for the Weekend». Пластинка заняла 10 строчку чарта. Последним синглом с неё стала композиция «Not Giving Up», выпущенная в апреле 2014. Вскоре после этого группа объявила о предстоящем релизе своего первого сборника хитов, получившего название «Finest Selection: The Greatest Hits», и гастрольном туре, стартующем в сентябре. В июне девушки открыли название первого сингла с новой пластинки - «What Are You Waiting For?».

## Дискография
- 2008 — Chasing Lights
- 2009 — Wordshaker
- 2010 — Headlines
- 2011 — On Your Radar
- 2013 — Living for the Weekend
- 2014 — Finest Selection: The Greatest Hits

## Совместные выступления
- 2008 — Girls Aloud — Tangled Up Tour
- 2008 — Jonas Brothers — Hammersmith Apollo Concert
- 2009 — Take That Present: The Circus Live

## Гастрольные туры
- 2009 — The Work Tour
- 2011 — The Headlines Tour
- 2012 — All Fired Up! Live Tour
- 2014 — Greatest Hits Live Tour